# ジュゼッペ・ガンドルフォ
ジュゼッペ・ガンドルフォ（Giuseppe Gandolfo、1792年8月28日 – 1855年9月13日）はイタリアの画家である。新古典派の画家で後半生はシチリアで後進を育てた。

## 略歴
シチリアのカターニアに生まれた。初め文学をこころざすが、才能の不足を感じ、父親の意向もあって宝飾品の細工師となるが仕事は成功しなかった。画家を目指し、シチリアの画家、デジデラート(Matteo Desiderato: 1752-1827)に学んだ後、20代の後半になって、ローマに渡り、エランテ(Giuseppe Errante: 1760–1821)に師事した。ローマではイギリス大使の依頼を受けて、巨匠の絵を模写し、模写した作品はロンドンに送られた。フィレンチェに移り、短期間ピエトロ・ベンヴェヌーティの指導を受けた。
1821年に父親が亡くなったためカターニアに帰る途中にマラリアに罹り、しばらくシシリアに留まった。1822年にフィレンチェに渡るが再び病状が悪化し医師の勧めでシシリアに戻った。
シチリアの町、ザッフェラーナ・エトネーアで治療し、病気から回復したが、その後もシチリアに留まり、有力者の肖像画を描き後進の画家を指導した。指導した芸術家には Salvatore Zurria、Nunzio Licciardello、甥の アントニーノ・ガンドルフォ、ジュゼッペ・シューティ(Giuseppe Sciuti)、フランチェスコ・ディ・バルトロ(Francesco Di Bartolo)らがいた。1855年にカターニアで死去した。

## 作品

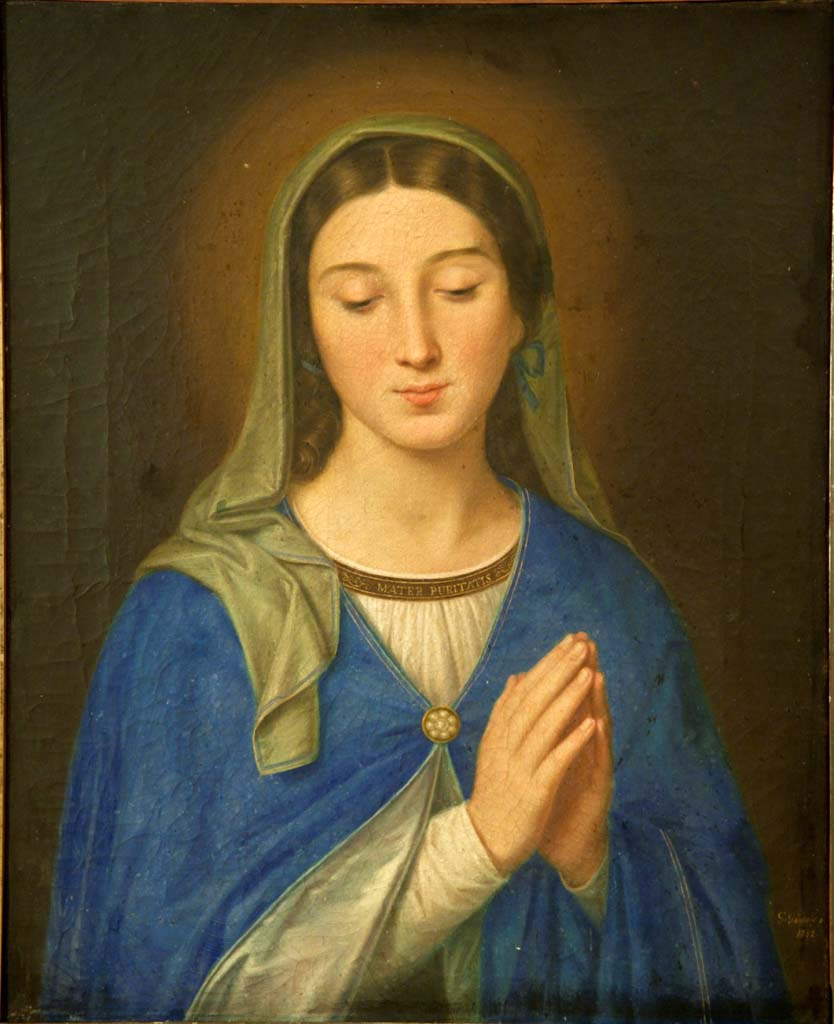
Mater Puritatis
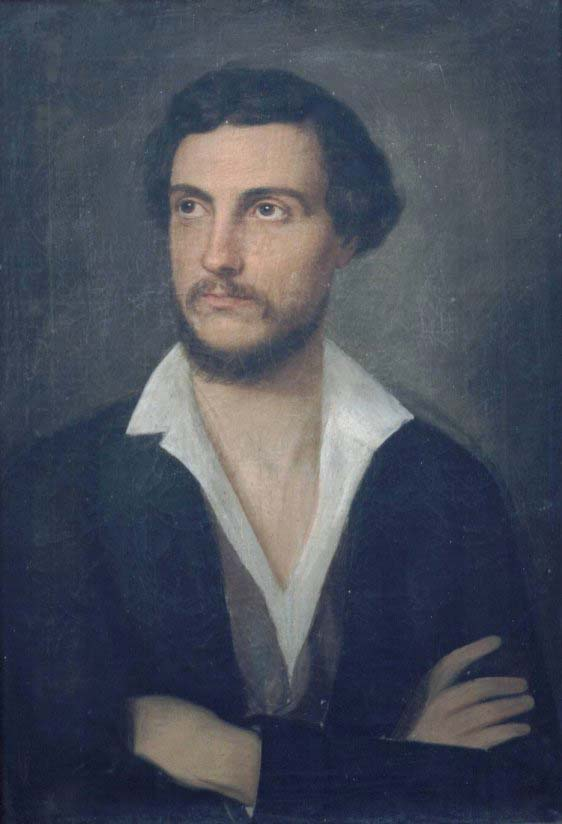
Antonino Gandolfo Brancaleone(作曲家)
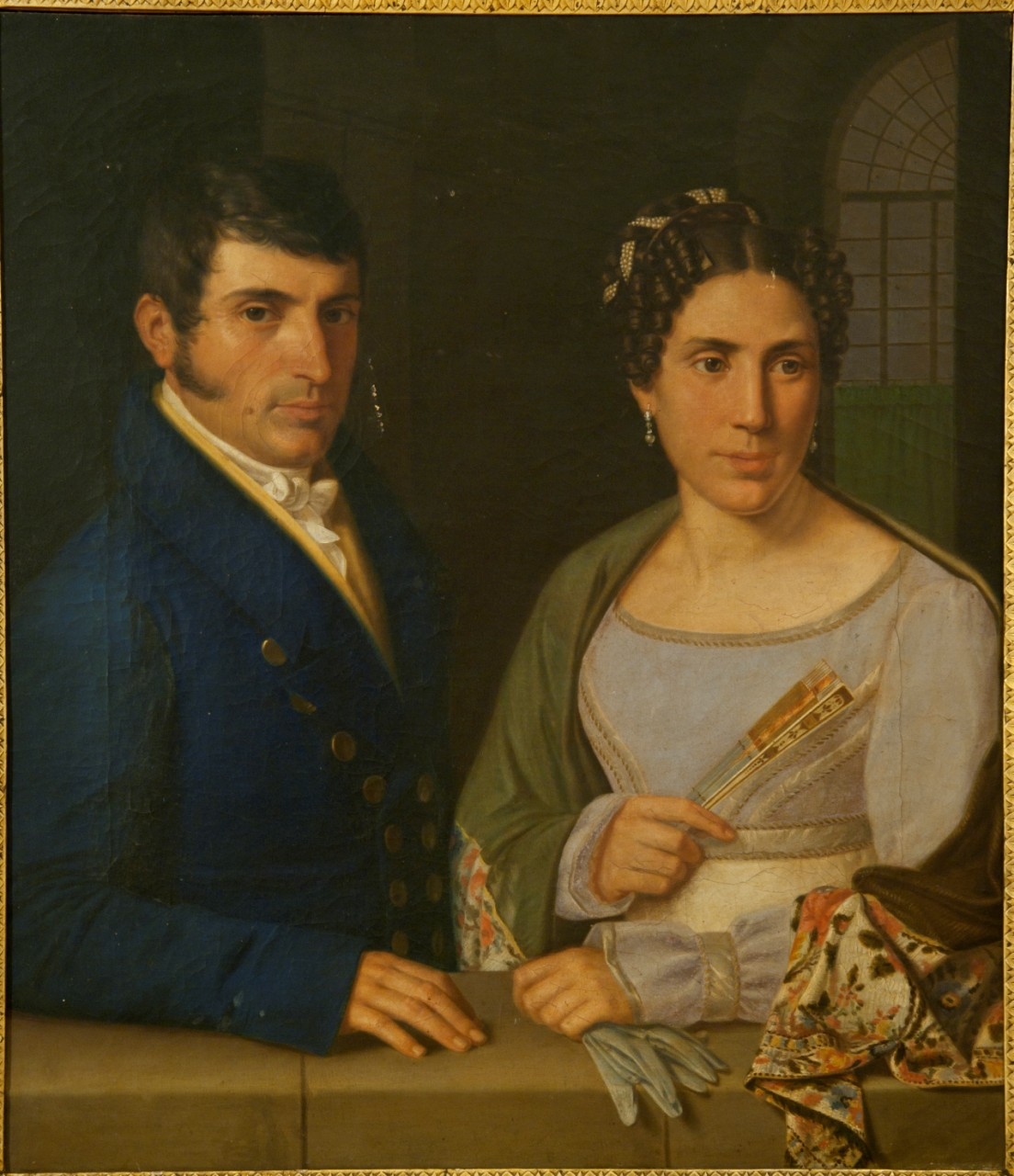
弟とその妻
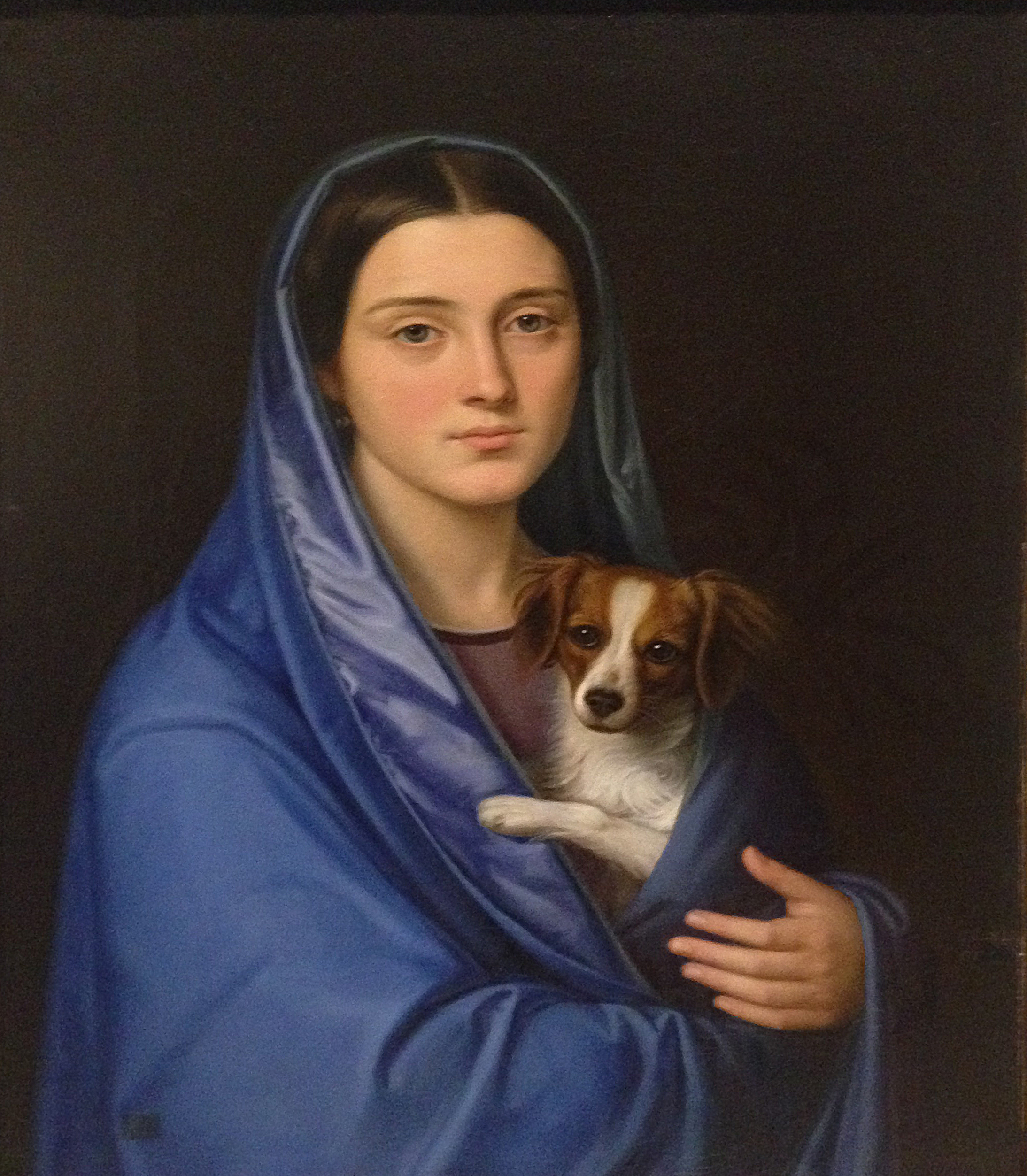